# Пайнтоп-Лейксайд
Пайнтоп-Лейксайд (англ. Pinetop-Lakeside) — місто (англ. town) в США, в окрузі Навахо штату Аризона. Населення — 4030 осіб (2020).

## Географія
Пайнтоп-Лейксайд розташований за координатами 34°9′5″ пн. ш. 109°58′3″ зх. д. / 34.15139° пн. ш. 109.96750° зх. д. (34.151486, -109.967487). За даними Бюро перепису населення США в 2010 році місто мало площу 29,44 км², з яких 29,25 км² — суходіл та 0,19 км² — водойми.

## Історія
Заснований на початку 1880-х років мормонами, Лейксайд отримав свою назву від озера в цьому районі. Пайнтоп отримав свою назву від прізвиська власника салуна, який обслуговував солдатів з Форта-Апачі. Дві громади Пайнтоп і Лейксайд об'єдналися як одне місто в 1984 році.

## Демографія
Згідно з переписом 2010 року, у місті мешкали 4282 особи в 1707 домогосподарствах у складі 1182 родин. Густота населення становила 145 осіб/км². Було 3451 помешкання (117/км²).
Расовий склад населення:
| - 89,1 % — білих - 3,4 % — корінних американців - 0,8 % — азіатів - 0,6 % — чорних або афроамериканців - 3,9 % — осіб інших рас |

До двох чи більше рас належало 2,2 %. Частка іспаномовних становила 14,4 % від усіх жителів.
За віковим діапазоном населення розподілялося таким чином: 24,8 % — особи молодші 18 років, 58,2 % — особи у віці 18—64 років, 17,0 % — особи у віці 65 років та старші. Медіана віку мешканця становила 43,4 року. На 100 осіб жіночої статі у місті припадало 102,3 чоловіків; на 100 жінок у віці від 18 років та старших — 98,9 чоловіків також старших 18 років.
Середній дохід на одне домашнє господарство становив 63 313 долари США (медіана — 58 875), а середній дохід на одну сім'ю — 70 577 доларів (медіана — 65 371). За межею бідності перебувало 22,5 % осіб, у тому числі 47,1 % дітей у віці до 18 років та 7,9 % осіб у віці 65 років та старших.
Цивільне працевлаштоване населення становило 1502 особи. Основні галузі зайнятості: освіта, охорона здоров'я та соціальна допомога — 32,6 %, роздрібна торгівля — 16,4 %, мистецтво, розваги та відпочинок — 11,5 %, виробництво — 7,7 %.